# Aloe barberae

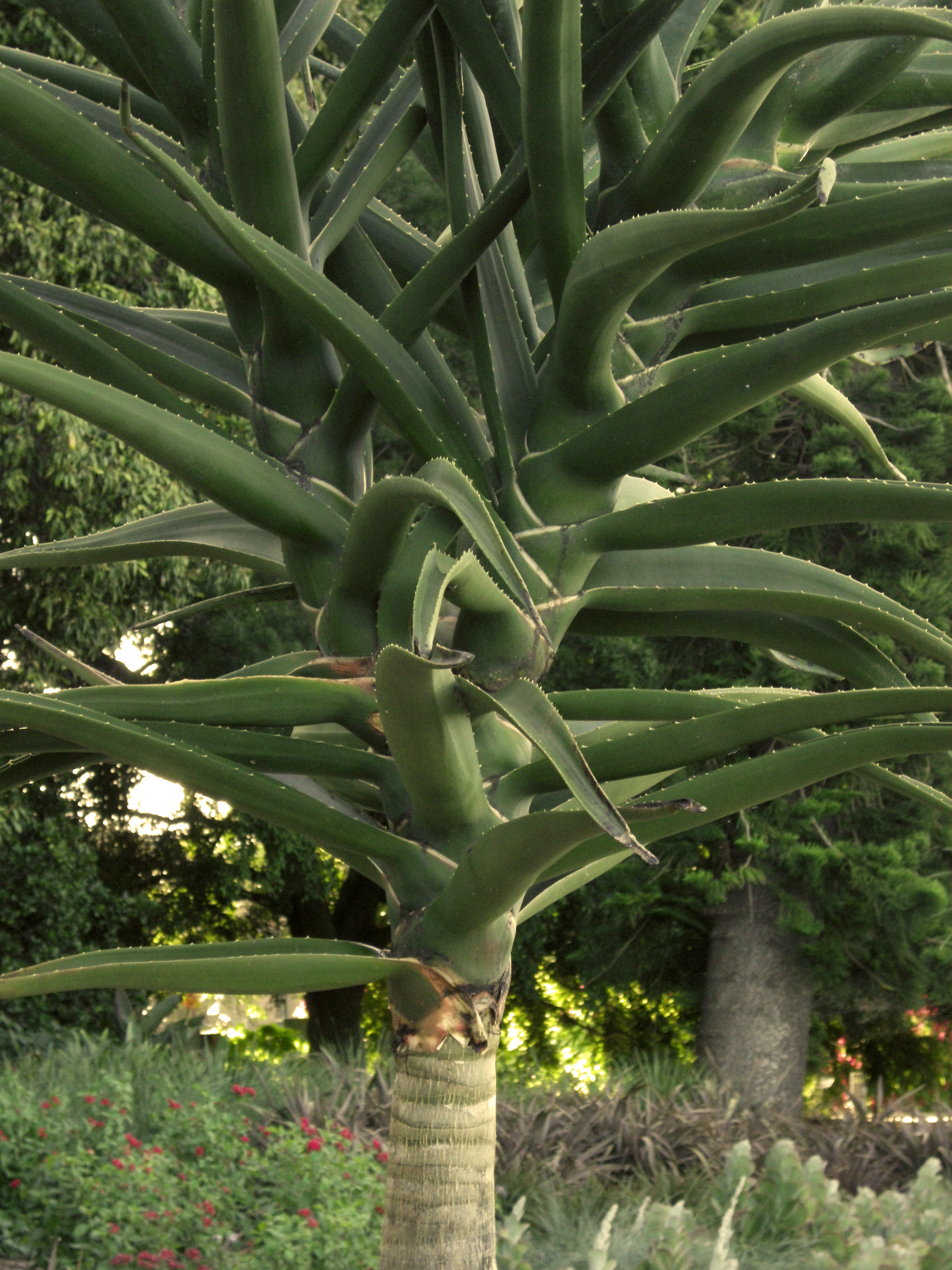
Detall de les fulles

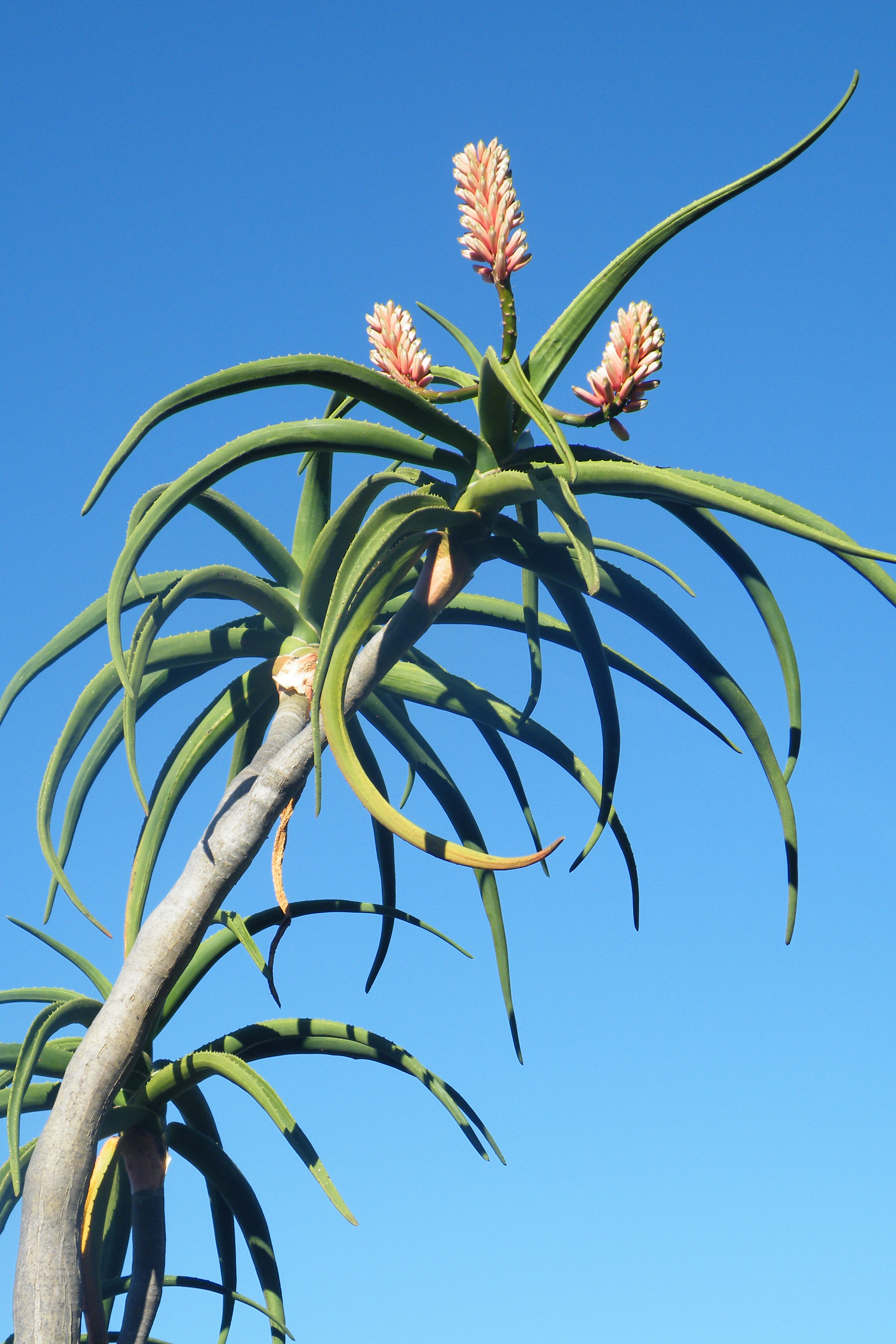
Inflorescència

Aloe barberae és una espècie de planta de la família de les asfodelàcies endèmica del l'est de Sud-àfrica. És una planta crassa que es troba en barrancs i vessants de muntanyes boscoses, i en zones amb altres precipitacions anuals.
Aloe barberae és un sorprenent àloe de port arbori escultòric que presenta una capçada arrodonida i polida. Forma un punt focal excel·lent al jardí. Fàcilment es distingeix pel color gris, l'escorça llisa, amb fulles verdes i corbades i flors de color rosa durant l'hivern. Prospera en cultiu i es propaga fàcilment. A causa de la seva base de la tija massiva, hauria de no ser plantat prop de cap edifici, preferiblement.

## Descripció
Aloe barberae és el més gran àloe d'Àfrica que arriba fins a 15 m d'alçada i 0,9 m de diàmetre de la tija.
La ramificació (les branques) és bifurcada o dicotòmica. Les fulles estan disposades en una roseta densa, són llargues, estretes, profundament canalitzades i corbes. La superfície de la fulla és de color verd fosc, amb un marge dentat. La inflorescència és simple o dividida en tres branques laterals. Els raïms són cilíndrics i les flors tubulars de color rosa (verd a la punta) es van aixecant i apareixent durant juny i juliol.

## Distribució
El seu hàbitat són els boscos subtropicals costaners, els kloofs ('matolls') i valls seques en les precipitacions d'estiu de les regions orientals del sud d'Àfrica. L'Aloe barberae està àmpliament distribuït de prop d'East London a Eastern Cape per l'antiga zona de Transkei, KwaZulu-Natal, Swazilàndia i Mpumalanga i cap al nord de Moçambic i l'est d'Àfrica.

## Taxonomia
L'Aloe barberae va ser descrita per Nees ex Steud i publicada en Synopsis Plantarum Glumacearum, 1: 322, 1854.

### Etimologia
- Aloe: nom genèric que deriva del grec alsos, que fa referència a l'amargor del suc de les fulles. Probablement deriva de la paraula anterior alloeh de l'àrab o de la paraula hebrea Allal, que significa 'amarg'.
- barberae: epítet llatí en honor de Mary Elizabeth Barber, que va descobrir aquesta planta i era una recol·lectora de plantes a l'ex Transkei. Ella va enviar exemplars de la planta i les flors als Reials Jardins Botànics de Kew, que va ser anomenat per Dyer (1874) en el seu honor. Posteriorment també es va trobar a la vall del riu Tugela (KwaZulu-Natal) pel conegut viatger, explorador i pintor Sr. Thomas Baines, el 1873. Ell va enviar-ne una mostra a Joseph Hooker a Kew, on va ser anomenat en el seu honor. Encara que conegut per molts anys com Aloe bainesii, Aloe barberae va ser el nom donat a aquesta primera planta, i té prioritat d'acord amb el Codi Internacional de Nomenclatura Botànica. El nom del gènere Aloe deriva d'una paraula grega i es refereix al suc de les fulles. Hi ha al voltant de 350 espècies d'àloe, molt esteses a l'Àfrica i les illes dels voltants, així com a la península Aràbiga.[3]